# Ids Postma
Ids Postma, född 28 december 1973 i Dearsum, är en tidigare nederländsk skridskoåkare. Han har vunnit olympiska medaljer.

### Fotnoter
1. ↑  ”THE XVIII WINTER GAMES; The Women and Men Who Reached the Top Three Steps”. The New York Times:  s. C8. 23 februari 1998. http://www.nytimes.com/1998/02/23/sports/the-xviii-winter-games-the-women-and-men-who-reached-the-top-three-steps.html?pagewanted=1. Läst 2 februari 2010.